# 饒國梁紀念堂
饒國梁紀念堂位於重慶市大足縣國梁鎮街村社區，文物遺址年代為1929年，2009年12月15日列為第二批重慶市文物保護單位。